# China Open 2023 - Doppio maschile
Il doppio maschile del torneo di tennis professionistico China Open 2023, facente parte della categoria ATP Tour 500 nell'ambito dell'ATP Tour 2023, si è giocato dal 28 settembre al 4 ottobre 2023 a Pechino, in Cina.
Ivan Dodig e Filip Polášek erano i detentori del titolo ma Polášek ha deciso di non partecipare. Dodig, invece, ha fatto coppia con Austin Krajicek e si è riconfermato campione, battendo in finale Wesley Koolhof e Neal Skupski con il punteggio di 6(12)-7, 6-3, [10-5].

## Teste di serie
1. Ivan Dodig /  Austin Krajicek (campioni)
2. Wesley Koolhof /  Neal Skupski (finale)

1. Máximo González /  Andrés Molteni (primo turno)
2. Santiago González /  Édouard Roger-Vasselin (semifinale)

## Wildcard
1. Cui Jie /  Wang Aoran (primo turno)

1. Sun Fajing /  Zhou Yi (primo turno)

## Qualificati
1. Alexander Erler /  Lucas Miedler (quarti di finale)

### Ranking protetto
1. Marcelo Melo /  Alexander Zverev (quarti di finale)

## Tabellone

### Legenda
| - Q = Qualificato - WC = Wild card - LL = Lucky loser | - ALT = Alternate - SE = Special Exempt - PR = Protected Ranking | - w/o = Walkover - r = Ritirato - d = Squalificato |

|  | Primo turno | Primo turno                 | Primo turno                 | Primo turno | Primo turno |  |  | Quarti di finale | Quarti di finale            | Quarti di finale    | Quarti di finale            | Quarti di finale    |   |     | Semifinali | Semifinali                 | Semifinali          | Semifinali                  | Semifinali |   |     | Finale | Finale | Finale | Finale | Finale |  |
|  |             |                             |                             |             |             |  |  |                  |                             |                     |                             |                     |   |     |            |                            |                     |                             |            |   |     |        |        |        |        |        |  |
|  | 1           | I Dodig A Krajicek          | I Dodig A Krajicek          | 6           | 6           |  |  |                  |                             |                     |                             |                     |   |     |            |                            |                     |                             |            |   |     |        |        |        |        |        |  |
|  |             | K Krawietz T Pütz           | K Krawietz T Pütz           | 2           | 4           |  |  | 1                | I Dodig A Krajicek          | 7                   | 4                           | [11]                |   |     |            |                            |                     |                             |            |   |     |        |        |        |        |        |  |
|  |             | M Arévalo N Mektić          | 6                           | 3           | [9]         |  |  | PR               | M Melo A Zverev             | 65                  | 6                           | [9]                 |   |     |            |                            |                     |                             |            |   |     |        |        |        |        |        |  |
|  | PR          | M Melo A Zverev             | 2                           | 6           | [11]        |  |  |                  |                             |                     |                             |                     |   |     | 1          | I Dodig A Krajicek         | 4                   | 7                           | [10]       |   |     |        |        |        |        |        |  |
|  | 4           | S González É Roger-Vasselin | S González É Roger-Vasselin | 6           | 6           |  |  |                  |                             | 4                   | S González É Roger-Vasselin | 6                   | 5 | [6] |            |                            |                     |                             |            |   |     |        |        |        |        |        |  |
|  |             | TM Etcheverry N Jarry       | TM Etcheverry N Jarry       | 2           | 2           |  |  | 4                | S González É Roger-Vasselin | 65                  | 7                           | [10]                |   |     |            |                            |                     |                             |            |   |     |        |        |        |        |        |  |
|  |             | M Granollers H Zeballos     | M Granollers H Zeballos     | 7           | 6           |  |  |                  | M Granollers H Zeballos     | 7                   | 65                          | [5]                 |   |     |            |                            |                     |                             |            |   |     |        |        |        |        |        |  |
|  |             | A de Minaur J Sinner        | A de Minaur J Sinner        | 62          | 3           |  |  |                  |                             |                     |                             |                     |   |     | 1          | Ivan Dodig Austin Krajicek | 612                 | 6                           | [10]       |   |     |        |        |        |        |        |  |
|  | WC          | J Cui A Wang                | J Cui A Wang                | 4           | 5           |  |  |                  |                             |                     |                             |                     |   |     |            |                            | 2                   | Wesley Koolhof Neal Skupski | 7          | 3 | [5] |        |        |        |        |        |  |
|  |             | K Chačanov A Rublëv         | K Chačanov A Rublëv         | 6           | 7           |  |  |                  | K Chačanov A Rublëv         | K Chačanov A Rublëv | 7                           | 7                   |   |     |            |                            |                     |                             |            |   |     |        |        |        |        |        |  |
|  | Q           | A Erler L Miedler           | A Erler L Miedler           | 6           | 6           |  |  | Q                | A Erler L Miedler           | A Erler L Miedler   | 5                           | 64                  |   |     |            |                            |                     |                             |            |   |     |        |        |        |        |        |  |
|  | 3           | M González A Molteni        | M González A Molteni        | 4           | 4           |  |  |                  |                             |                     |                             |                     |   |     |            | K Chačanov A Rublëv        | K Chačanov A Rublëv | 63                          | 2          |   |     |        |        |        |        |        |  |
|  |             | H Nys J Zieliński           | H Nys J Zieliński           | 7           | 6           |  |  |                  |                             | 2                   | W Koolhof N Skupski         | W Koolhof N Skupski | 7 | 6   |            |                            |                     |                             |            |   |     |        |        |        |        |        |  |
|  |             | S Gillé J Vliegen           | S Gillé J Vliegen           | 65          | 4           |  |  |                  | H Nys J Zieliński           | H Nys J Zieliński   | 2                           | 3                   |   |     |            |                            |                     |                             |            |   |     |        |        |        |        |        |  |
|  | WC          | F Sun Y Zhou                | F Sun Y Zhou                | 1           | 4           |  |  | 2                | W Koolhof N Skupski         | W Koolhof N Skupski | 6                           | 6                   |   |     |            |                            |                     |                             |            |   |     |        |        |        |        |        |  |
|  | 2           | W Koolhof N Skupski         | W Koolhof N Skupski         | 6           | 6           |  |  |                  |                             |                     |                             |                     |   |     |            |                            |                     |                             |            |   |     |        |        |        |        |        |  |

## Qualificazioni

### Teste di serie
1. Alexander Erler /  Lucas Miedler (qualificati)

1. Anirudh Chandrasekar /  Vijay Sundar Prashanth (ultimo turno)

### Qualificati
1. Alexander Erler /  Lucas Miedler

### Tabellone
|  | Primo turno | Primo turno                                 | Primo turno                                 | Primo turno | Primo turno |  |  | Ultimo turno | Ultimo turno                                | Ultimo turno                                | Ultimo turno | Ultimo turno |  |
|  |             |                                             |                                             |             |             |  |  |              |                                             |                                             |              |              |  |
|  | 1           | Alexander Erler Lucas Miedler               | Alexander Erler Lucas Miedler               | 6           | 6           |  |  |              |                                             |                                             |              |              |  |
|  | Alt         | Li Hanwen Li Zhe                            | Li Hanwen Li Zhe                            | 3           | 2           |  |  | 1            | Alexander Erler Lucas Miedler               | Alexander Erler Lucas Miedler               | 6            | 6            |  |
|  | WC          | Gao Xin Sun Qian                            | Gao Xin Sun Qian                            | 2           | 3           |  |  | 2            | Anirudh Chandrasekar Vijay Sundar Prashanth | Anirudh Chandrasekar Vijay Sundar Prashanth | 4            | 3            |  |
|  | 2           | Anirudh Chandrasekar Vijay Sundar Prashanth | Anirudh Chandrasekar Vijay Sundar Prashanth | 6           | 6           |  |  |              |                                             |                                             |              |              |  |